# Polsat News
Polsat News — польский информационный телеканал, первый новостной телеканал группы Polsat, вещающий с 7 июня 2008. Руководителем канала с момента его образования является Генрик Собирайский.

## История
Запуск телеканала Polsat News состоялся 7 июня 2008 в 7:00. Это был первый польский телеканал, вещавший в формате 16:9. Тестирование завершилось к 14 июля 2008, тогда же состоялось официальное открытие канала. С самого начала все данные передавались в незашифрованном виде для того, чтобы кабельное вещание осуществлялось в полном объёме без пауз и замедлений. 1 августа 2008 на канале стала показываться реклама. 1 марта 2009 данные стали передаваться уже в шифрованном виде по технологии Nagravision 3, совместимой с платформой Cyfrowy Polsat.
Все программы выходят в прямом эфире с 5:58 до 23:50. Новости выходят каждые полчаса (утром в программе «Nowy dzień» они выходят каждые 15 минут). Штат телеканала насчитывает более 400 человек, из них около половины работают непосредственно в редакции. Сетка вещания разделена на утренний, дневной и вечерний блоки, когда выходят, соответственно, программы «Nowy dzień» (с пол. — «Новый день»), «To jest dzień» (с пол. — «Такой день») и «To był dzień» (с пол. — «Таким был день»). Основная информационная программа — «Wydarzenia» (с пол. — «События»). Самая рейтинговая программа — «Gość Wydarzeń» (с пол. — «Гость Событий»), выходящая в эфир сразу после «Wydarzenia» (58 тыс. зрителей в день). Повтор программ выходит с 5:58 на Polsat (до 8:15 с понедельника по пятницу), Polsat 2 (до 7:45 по выходным и праздничным дням) и Polsat News Plus (до 10:00). Повтор программы «To jest dzień» показывается по ночам на TV4.
С 1 сентября 2010 канал Polsat News доступен на платформе Cyfra+ на 8-м канале. С 5 мая 2011 — на канале 17. Аудитория в 2010 году составляла 38 тыс. человек (0,62 % телезрителей) и поставила канал на 19-е место в рейтинге. HD-вещание ведётся с 3 февраля 2014.

## Сотрудничество
Polsat News активно сотрудничало с американским телеканалом CNN и использовало их материалы для подготовки выпусков новостей. Согласно данным из своего пресс-релиза, Polsat создавало учебные группы из журналистов, репортёров и операторов, которые проходили стажировку на CNN, а также приглашало сотрудников из США. С июля 2011 года сотрудничество с CNN прекращено, и основным партнёром на сегодняшний день является TVN Group.

## Студия
6 июня 2008 была открыта новая студия телеканала, которая обошлась Polsat примерно в 6 миллионов евро. Центральный стол выполнен в форме стрелки — одного из символов телекомпании; именно за ним находятся ведущие выпуска новостей Wydarzenia. Рядом расположен стол чуть меньших размеров, за которым работают ведущие программ Sport и Interwencja Extra, и небольшой журнальный столик. В студии записываются выпуски новостей в 15:50 и 18:50, которые повторно выходят на телеканалах Polsat и Polsat 2.

## Polsat News HD
Polsat News HD — HD-версия телеканала Polsat News, вещающая в прямом эфире. Работает с 3 февраля 2014.

## Лондонские бюро

### Польша
- Белосток
- Вроцлав
- Гданьск
- Еленя-Гура
- Закопане
- Катовице
- Краков
- Люблин
- Лодзь
- Ольштын
- Познань
- Слупск
- Щецин

### Заграничные бюро
- Вашингтон
- Берлин
- Брюссель
- Лондон
- Москва
- Париж